# Pixel 2
Pixel 2和Pixel 2 XL是Google自主设计开发销售的Android智能手机。2017年10月4日，作为Pixel和Pixel XL的后续机型发布。
约翰·传奇于2018年4月推出的单曲《A Good Night》MV就曾运用十几部Pixel 2和Pixel 2 XL进行录制。

## 历史
2017年3月上旬，谷歌的里克·奥斯特洛（Rick Osterloh）确认，他们将在当年晚些时候带来“下一代” Pixel智能手机。他表示将“保持溢价”，并且不会有“便宜的Pixel”。
谷歌原本打算联合HTC来制造他们的2017年旗舰产品，但后来改为由LG来制造更大的Pixel 2 XL。未发布的设备原本应该是代号为“ Muskie”的Pixel 2 XL，但后来由HTC重新开发为HTC U11 +。

## 规格

### 设计
Pixel 2和Pixel 2 XL的背面由铝制成，并带有一层薄的塑料“高级涂层”，顶部则由玻璃制成，以提供无线传输能力。与初代Pixel XL只是Pixel设计的放大版本不同，Pixel 2 XL的外观设计采用了2：1 P-OLED显示屏（营销名称为18 ：9），而不是Pixel 2的16：9 AMOLED。此外，两部手机闪光灯与激光对焦模组的排列也略有不同。

### 硬件
Pixel 2和Pixel 2 XL搭載高通驍龍835、4 GB LPDDR4X 記憶體和64/128 GB的儲存空間。
Pixel 2采用5寸AMOLED显示屏，1920x1080，约441ppi。Pixel 2 XL配有6寸P-OLED显示屏，长宽比为18：9，分辨率为2880x1440和538ppi。
这两款手机都拥有12.2百万畫素的后置摄像头，可以录制30 fps的4K视频，120 fps的1080p视频以及240 fps的720p视频。
相机还拥有相位检测自动对焦，激光自动对焦和HDR处理功能。Pixel 2的拥有者可以免费获得无限制的存储空间，用于在2020年底之前以原始质量拍摄的所有照片和视频，无限高质量的存储继续。Pixel 2相机在DxOMark中获得了98分，使其成为發布時DxOMark测试的性能最高的移动设备相机。
2018年2月，更新二月安卓系統補丁的Pixel 2和Pixel 2 XL 內置的硬件Pixel Visual Core被激活，該硬件可以提升手機拍照水平。Pixel Visual Core是Google消费硬件团队与Intel合作开发的定制芯片。Pixel 2系列手机并不支持4K 60FPS视频录制，Google的解释为处理器性能不足。Pixel 2包括Pixel缺失的光学防抖功能。Google使用融合视频稳定功能，宣称可以减少其他图像稳定方法中出现的相机抖动，运动模糊，滚动快门失真和镜头呼吸等问题。
Pixel 2和Pixel 2 XL支持USB Power Delivery快速充电，后部有指纹传感器，IP67防尘和防水功能，并且已就绪Google Daydream。Pixel 2系列支持nano-SIM和eSIM，更新Android Q Beta 2后获得双SIM卡支持，但Android Q Beta 3却移除了该项功能。

### 软件
手机随机推出Android 8.0“Oreo”。Google并承诺了3年的软件更新，比大多数其他Android智能手机多一年，使其接近苹果为iPhone提供的平均4年的支持。
新Pixel支持“Active Edge”功能，可以透過挤压手机的边缘来唤醒Google智能助理。该功能类似HTC U11的“Edge Sense”功能。
Pixel 2系列手机发布时搭载全新的Google Lens，该应用通过相机的视觉分析功能来显示相关信息。“正在播放”功能使设备可以通过其麦克风自动检测音乐，并可在屏幕锁定情况下识别歌曲。
2017年12月5日，Pixel 2和Pixel 2 XL获得了Android 8.1 Oreo更新。
2017年10月4日，Pixel 2和Pixel 2 XL获得了延长的保修期。Google保证提供直至2020年10月（即从它们在Google Store上架起3年后）的Android版本更新，以及到2020年底免费的无限量原始质量照片和视频存储空间。此后Google将继续提供无限量的高质量存储。
2018年8月6日，Pixel 2和Pixel 2 XL获得了Android 9 Pie更新。Pixel 3发布后，其部分新特性被反向移植到Pixel 2，包括相机软件更新，增强现实贴纸，以及“正在播放”功能的历史记录日志等。 
2019年9月3日，Pixel 2和Pixel 2 XL获得了Android 10更新。

### 蜂窝网络
| 代次 | 标准                 | 频段                                                                  |
| ---- | -------------------- | --------------------------------------------------------------------- |
| 2G   | GSM                  | 850, 900, 1800, 1900                                                  |
| 3G   | CDMA EVDO Rev A      | BC 0, 1, 10                                                           |
| 3G   | UMTS / HSPA+ / HSDPA | 1, 2, 3, 4, 8                                                         |
| 4G   | LTE-FDD              | 1*, 2*, 3*, 4*, 5, 7*, 8, 12, 13, 17, 20, 25, 26, 28, 29, 30, 32, 66* |
| 4G   | LTE-TDD              | 38*, 40, 41                                                           |
| 4G   | Does not appear      | * 表示支持4x4 MIMO的频段                                              |

## 反响
Pixel 2相机在DxOMark的评分中获得98分，是2017年底相机性能最高的移动设备，并于2018年3月被三星Galaxy S9+取代。
手机的相机性能和防水性能受到称赞，但移除耳机插孔的做法遭受批评，特别是在谷歌在之前的Pixel主题演讲上嘲笑苹果在iPhone 7上移除类似配置的情况下。谷歌也因为销售的耳机适配器价格而被批评。它需要花费20美元购买，而苹果的只需要9美元。但是，新闻媒体指出，由于USB-C是标准接口，与Lightning的私有性不同，有许多第三方适配器的零售价低于Google的官方适配器。后来Google将适配器的价格降至9美元，使价格与Apple的产品保持一致。
在各种智能手机上进行耐用性测试的YouTuber JerryRigEverything批评Google在手机侧面采用天线线的设计选择。当他弯曲Pixel 2时，手机从中部附近的天线注塑条破裂，从而丧失了其防水性和保修。而其他竞争对手的大多数其他手机都通过了他的弯曲测试。此项测试的结果不适用于Pixel 2 XL。
Pixel 2更新了Pixel 3的Night Sight功能，该功能可显着提高低光拍照性能并无需使用闪光灯或三脚架。通过使用Night Sight，Pixel 2可以拍摄比2018年新款旗舰产品（如iPhone XS，Huawei Mate 20 Pro和Samsung Galaxy Note 9）更好的微光照片。

## 销售
在美国，Verizon和Project Fi是Pixel 2和Pixel 2 XL的独家运营商（Pixel 2的“Kinda  Blue”版本是Verizon独家版本）。
它们可以在Google的在线商店直接购买，也可以从百思买和目標百貨购买。
Google硬體資深副總裁歐斯特羅（Rick Osterloh）2018年1月31日證實，旗下Pixel系列智慧型手機將在台灣上市，希望現有機種與未來推出的新機都能在台開賣。目前已通過國家通訊傳播委員會認證。

## 品控問題
Pixel 2和Pixel 2 XL自從上市之後，品控問題不斷，間接影響到Pixel 2系列的聲勢，再加上價格過高，讓Pixel 2系列被媒體獲選為2017年度最失望科技產品。

### 螢幕烙印
有不少購買Pixel 2 XL的使用者，發現該手機使用不久卻出現了烙印情形。Google在11月7日釋出的軟體更新中修復了Pixel 2 XL的螢幕烙印問題，在此次更新內容中，Google讓Pixel 2 XL原本提供鮮豔色彩 (Vivid colors)顯示選項，進一步細分為增強 (Boosted)、自然 (Natural)與飽和 (Saturated)三種顯示模式，藉由調整螢幕最大亮度、讓導航列在閒置一段時間後自動隱藏等方式，避免OLED螢幕產生烙印情況。

### 沒有預裝 Android 系統
部份使用者購買Pixel 2 XL後，一開機卻出現「無法找到作業系統，裝置將不會開機」的字樣。

### 充電功率被指「縮水」
據GSMArena報導，G+帳號為Nathan Kover的網友發現，標配了18W充電器的Pixel 2 XL，實際功率距離官方宣稱的極限值有著不小的差距。GSMArena因此繪製了一張Pixel 2 XL藍色充電功率圖進行測試，在功率圖中，可以發現最開始功率在15W，之後迅速滑落到11W左右。GSMArena回憶說，他們沒有測試完整充電時間，但當時的結論是30分鐘充入35%，表現水準較低。

### 螢幕邊緣觸控不靈敏
有用戶聲稱自己的Pixel 2 XL在螢幕邊緣觸控時反應不夠靈敏。其中一位使用者更是放出了一段測試影片，按照他的說法，手機邊緣在識別滑動手勢時沒什麼問題，但在辨識點按這個動作時卻沒法正常工作。Android Police在自己的報導中指出，這很有可能是Pixel 2 XL的防誤觸機制「過於有效」的結果。

### 螢幕閃爍
在Reddit上眾多使用者回報問題表示Pixel 2 XL會出現螢幕閃爍，出現機率最大的情況是當你解鎖或按下鎖定螢幕按鈕時會出現螢幕閃一下，這種現象不是每次都發生，在重新開機後會消失，卻又會過段非特定的時間後再度回來，重置系統與執行安全模式都無法解決。

### 發出異響
有約百名用戶在Pixel官方論壇上發言稱，自己的Pixel 2和Pixel 2 XL聽筒會發出滴答或高頻異響。具體來說，滴答聲會在手機解鎖的狀態下一直持續，而高頻噪音則只會在通話的過程中出現。某些使用者在關掉NFC後，滴答的聲音會隨之消失。

### 附贈的3.5mm轉接器可能無法使用
有使用者在討論區指出，Pixel 2和Pixel 2 XL附贈的3.5mm轉接器，可能會無法正常運作。但有討論區的使用者提出解決方法，GoogleProductForum網友Qiu Yulong表示，這個問題可能是因為USB Type-C身兼多職，誤將轉接器判斷成充電器所造成，只要進入開發者選項的網路設定，在「選取 USB 設定」中選擇「Audio Source」就可以正常使用。

### 相機無法使用
2020年2月，部分Pixel 2用户在Reddit、Pixel Phone等论坛反映，Pixel 2後置相机打开之后会崩溃，即使将Pixel 2置于安全模式下或者是恢复出厂设置仍然不能解决问题。